# توده سیاه
توده سیاه (Substantia nigra) بخشی از میان‌مغز و دارای نورون‌هایی است که در ارتباط با عقده‌های قاعده‌ای در تنظیم حرکات نقش دارند. زوال نورون‌های دوپامینرژیک این عقده عامل اصلی بیماری پارکینسون است.

## نگارخانه

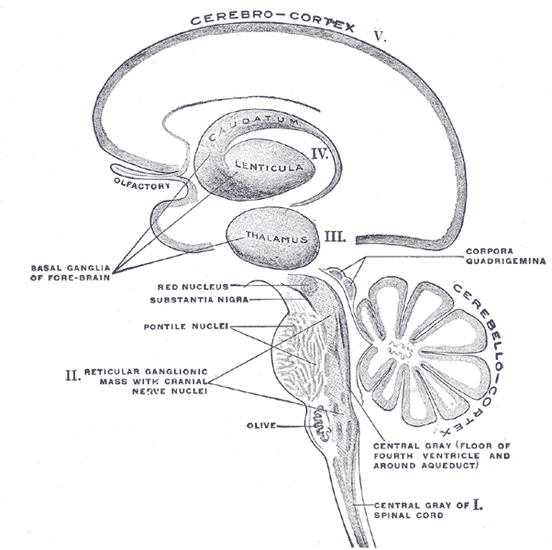
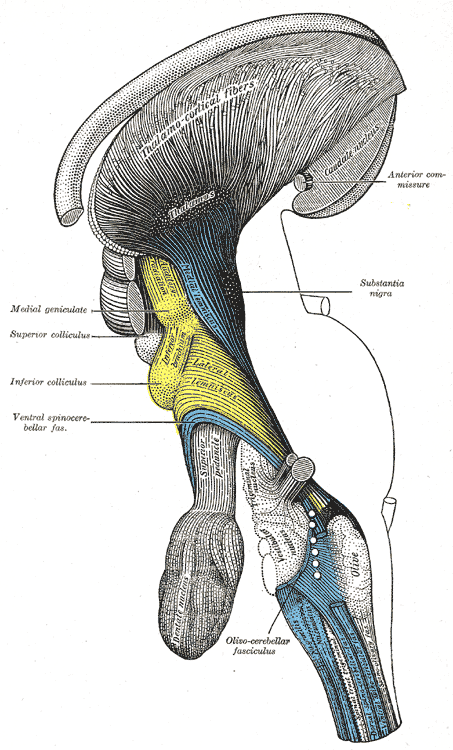
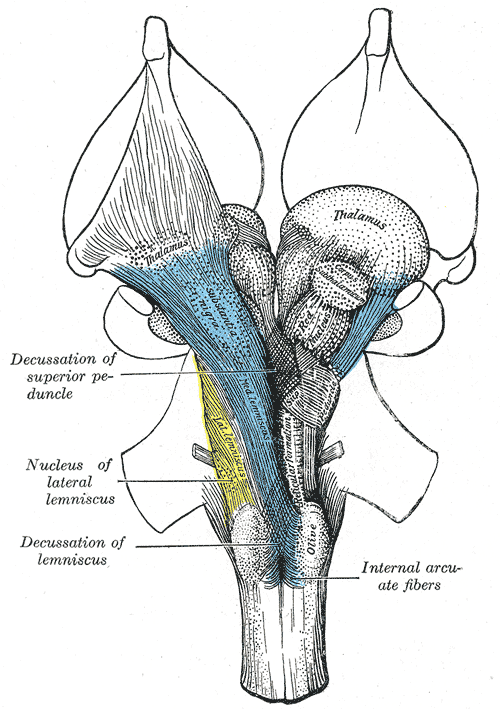
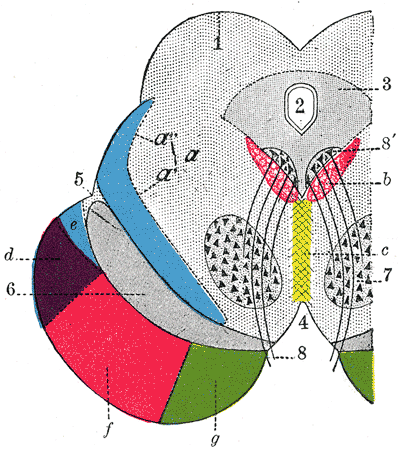
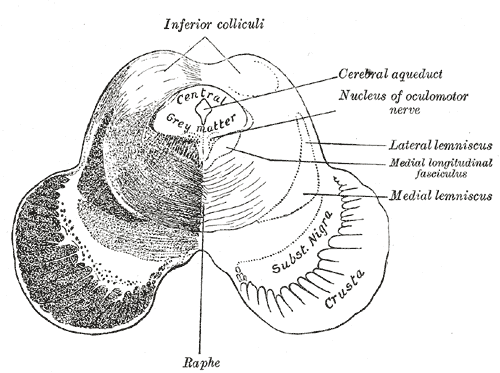
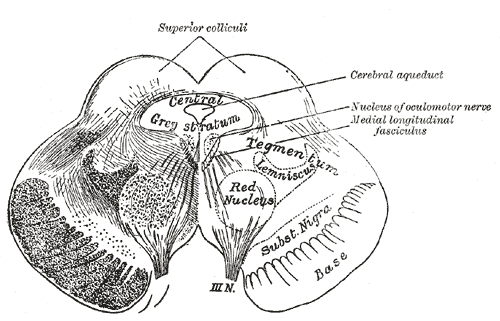
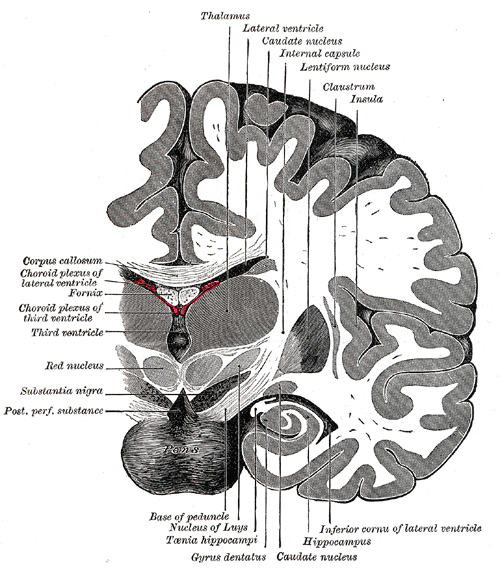
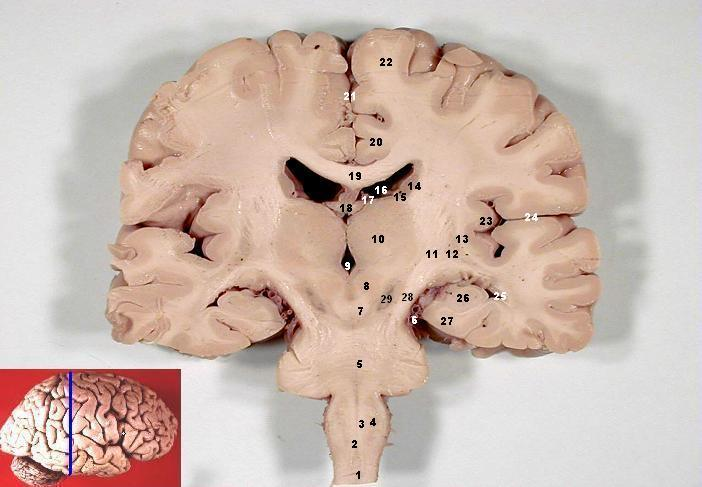
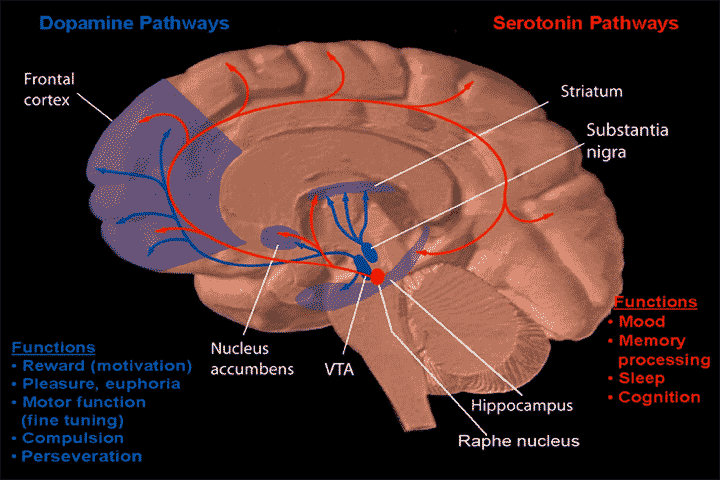
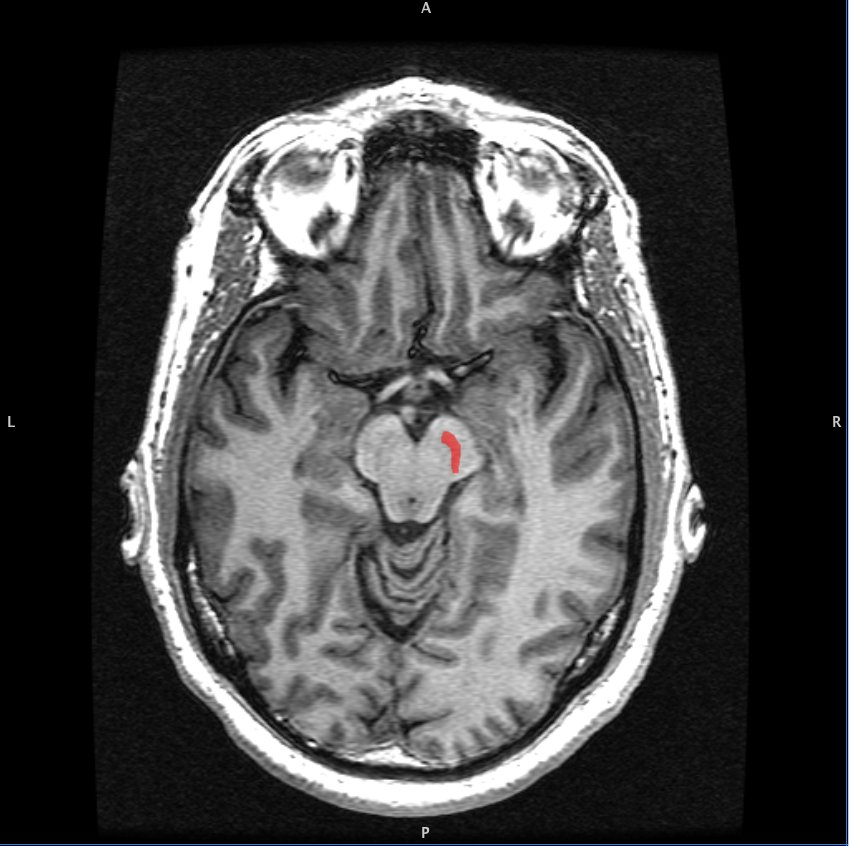